# Конка станицы Абинской
Аби́нская ко́нка — система конно-железных дорог, функционировавшая в станице Абинской с 1914 по 1919 годы. Ходила от ж/д вокзала до главной площади. По другим данным, конка работала до 1929 года. Цена составляла 1−2 копейки/км пути.

## История
- 1914 — фабрикант-миллионер Кургузов дарит подъездные железнодорожные пути к мельнице и маслобойне станице[4]. На линии открывается пассажирское движение конки.
- 1919 — закрытие пассажирского движения

## Маршрут
Ж/д станция «Абинская» — Пионерская улица — Крымская улица — Интернациональная улица — мельница.